# Zhanglong
Zhanglong (kinesiska: 张龙, 张龙乡) är en socken i Kina. Den ligger i provinsen Henan, i den centrala delen av landet, omkring 180 kilometer nordost om provinshuvudstaden Zhengzhou. Antalet invånare är 31 050. Befolkningen består av 15 844 kvinnor och 15 206 män. Barn under 15 år utgör 24,0 %, vuxna 15-64 år 66 %, och äldre över 65 år 8,0 %.
Genomsnittlig årsnederbörd är 669 millimeter. Den regnigaste månaden är juli, med i genomsnitt 237 mm nederbörd, och den torraste är januari, med 3 mm nederbörd.